# 末永勝介
末永 勝介（すえなが かつすけ、1923年8月3日 - 2002年3月17日）は、鹿児島県出身の編集者。社会評論家。
ノンフィクション作家。大宅壮一文庫専務理事。ノンフィクションクラブ幹事。

## 来歴
鹿児島県鹿児島市に生まれる。早稲田大学を中退し、編集者となったのち、自ら執筆をはじめる。
鱒書房の編集長を務めたことがある。春陽堂書店の編集長を務めた際には事件が起きたことが知られている。1957年に春陽堂書店から刊行された藤原審爾著『みんなが知っている』は副題に「百万支那派遣軍による中国婦女子の受難」と題されていた。この書籍に対し護国青年隊員から抗議を受け、編集長の末永は印刷中の2万冊の表紙と帯の作り直し、増刷の見送りと絶版を約束させられた。
末永は大宅壮一の愛弟子として知られている。大宅に師事し、大宅を中心とするノンフィクションクラブ所属の作家となった。梶山季之のような作風で性風俗関係を専門とした。末永はヤクルト本社会長南喜一のゴーストライターとして執筆活動をし、月刊誌『宝石』に南喜一の名前で連載された猥談を書籍化した南喜一著『ガマの聖談　人生に関する珍考漫考』（カッパ・ブックス）が1968年に刊行された。この書籍はベストセラーとなった。南が死去した3年後、末永は自身の名前で『新ガマの聖談　男性の欲望を開放するバイブル』（サン・ブックス、1973年）を刊行した。
大宅壮一文庫の前身・大宅資料室では大宅の執筆活動のため毎週水曜日に大宅、末永、楢崎勤、蒲生欣一郎、読売新聞の林泉が資料室の膨大な資料を調査し討議した。メモが山積みになり過ぎて中止に至るほどであった。末永は池島信平らとともに奔走し、大宅壮一文庫の財団化に貢献した。
2002年3月17日、東京都板橋区の病院で胃がんにより死去。

## 著書
- 末永勝介 (著) 『裸っ子タケちゃん』現代ブック社、1963年。
- 末永勝介 (著)、大宅壮一 (監修) 『近代日本性豪伝　伊藤博文から梶山季之まで　＜ドキュメント=近代の顔 3＞』番町書房、1969年。
- 末永勝介 (著)、大宅壮一 (監修) 『にっぽん再発見　[第12]　南九州』GAKKEN TRAVEL、1969年。
- 末永勝介 (著) 『交換　あるスワッピングの記録』徳間書店、1971年。
- 末永勝介 (著) 『戒色録　性に轟沈しないための106訓』太陽 (サン・ブックス)、1973年。
- 末永勝介 (著) 『新ガマの聖談　男性の欲望を開放するバイブル』太陽 (サン・ブックス)、1973年。
- 末永勝介 (著) 『当世男の魔法101章　シビレます・泣きます・よがります』現代ブック社、1975年。
- 末永勝介 (著) 『岩崎與八郎伝』岩崎グループ、1995年。
- 末永勝介 (著) 『北海ガマの聖談　男性の欲望を開放するバイブル 上』太陽エージェンシー (くま文庫)、2010年。
- 末永勝介 (著) 『北海ガマの聖談　男性の欲望を開放するバイブル 下』太陽エージェンシー (くま文庫)、2010年。

### 共著
- 末永勝介・他 (著)、東京12チャンネル社会教養部 (編) 『新編私の昭和史　〈4〉　世相を追って』学芸書林、1974年。
- 末永勝介・他 (著)、大宅壮一全集編集実務委員会 (編) 『大宅壮一全集　別巻　大宅壮一読本』蒼洋社、1982年。

### 編著
- 徳川夢声・他 (著)、末永勝介 (編) 『男の美学十二章』グラフ社、1981年。

## 関連人物
- 扇谷正造
- 青地晨